# Institutul Național de Cercetare-Dezvoltare pentru Fizica Laserilor, Plasmei și Radiației
Institutul Național de Cercetare-Dezvoltare pentru Fizica Laserilor, Plasmei și Radiației (INFLPR) este un institut de cercetare din România, cu activități în fizica laserilor, electronica cuantică a solidului, fizica plasmei și acceleratoarelor de electroni.
A fost înființat, ca institut, în anul 1977, ca parte a Institutului Central de Fizică (ICEFIZ), având numele de Institutul de Fizică și Tehnologia Aparatelor cu Radiații (IFTAR).
În anul 1996, institutul a fost acreditat ca institut național sub denumirea actuală, și anume Institutul Național de Cercetare Dezvoltare pentru Fizica Laserilor, Plasmei și Radiației.
În anul 2004 a fost aprobat prin HG 1581/2004 regulamentul de organizare și funcționare al INFLPR. 
INFLPR își are originile în:
- secția Laseri din fostul laborator „Metode optice în fizica nucleară”, înființat în 1956, care făcea parte din Institutul de Fizică Atomică (IFA).
- Laboratorul acceleratoare de electroni, din cadrul IFA, înființat în 1959.
- laboratorul MALIRM – Medii Active Laser și Interacția Radiației cu Materia, din cadrul IFA, înființat în anii 1970.